# Jean Tortebat
Jean Tortebat, né le 19 octobre 1652 à Paris, et mort le 10 novembre 1718 dans la même ville, est un artiste peintre et un dessinateur français.

## Biographie
Jean Tortebat est né le 19 octobre 1652 à Paris.
Il est le vingt-neuvième enfant de François Tortebat, un peintre et graveur élève et gendre de Simon Vouet. Son père, François, est reçu à l'Académie royale de la peinture le 31 mars 1663 sur le portrait de S. Vouet, qui est conservé dans nos galeries de Versailles, et il est mort à Paris le 4 juin 1690 à l'âge de 74 ans.
Élève de son père, Jean Tortebat manifeste de bonne heure ses dispositions pour la peinture. En 1672, il obtient le troisième prix au concours de Rome, dont le sujet est : les Divertissements donnés au roi par la ville de Dunkerque. Comme peinture des mœurs de l'époque, ce succès lui valut un don d'instruments de peinture d'une valeur de trente livres.
Comme portraitiste, il est sollicité par les personnages célèbres de son époque, et devient un membre de l'Académie le 3 octobre 1699 sur les portraits de Houasse et de Jean Jouvenet. Ce  dernier, qui a été gravé par Trouvain, est placé dans les galeries de Versailles. On voyait notamment de Tortebat au salon de 1704, les portraits des personnages suivants : M. Durand; M. de Cotte, contrôleur de bâtiments ; M. Cindré ; M. le Vigueur ; M. et madame Lefort, M. le marquis d'Osmont et madame la marquise sa sœur ; M. et madame Perchon; M. Mornand;, l'ainé; Mgr l'évèque de Sisteron; M. Verrier et M. de la Chevalerie.
L'artiste fait preuve dans ses œuvres de grandes qualités de dessinateur. Il prend soin de ses accessoires et  apporte au surplus de son exécution une conscience qui explique pourquoi il est recherché à son époque.
Jean Tortebat est mort le 10 novembre 1718 dans sa ville natale,, dans la rue de l'Écharpe. Il est inhumé le lendemain au cimetière Saint-Paul, sa paroisse.
Beaucoup de ses œuvres ont été gravées par Edelinck[Lequel ?], son portrait de Charles Perrault ayant été gravé par François Robert Ingouf. Resté célibataire, l'exemple de la nombreuse famille échu en partage à son père l'avait sans doute détourné du mariage.